# San Bruno (Kalifornia)
San Bruno város az USA Kalifornia államában, San Mateo megyében. Lakosainak száma 43 908 fő (2020).

## Népesség
A település népességének változása:

| 2010 | 41 114 |
| 2020 | 43 908 |